# Ebru Dağbaşı
Ebru Dağbaşı (ur. 15 lipca 2002) – turecka zapaśniczka walcząca w stylu wolnym. Zajęła jedenaste miejsce na mistrzostwach świata w 2022. 
Piętnasta na mistrzostwach Europy w 2024. Trzecia na ME U-23 w 2023 i 2025. Trzecia na MŚ juniorów i druga na ME w 2022 roku.